# Stoffersberg (Igling)
Stoffersberg ist ein Ortsteil der Gemeinde Igling im oberbayerischen Landkreis Landsberg am Lech.

## Geographie
Der Weiler Stoffersberg liegt auf der Gemarkung Oberigling circa drei Kilometer südlich von Oberigling am Osthang des Oberen Riedbergs.
Wenige hundert Meter südlich des Weilers verläuft die Bundesautobahn 96.
Oberhalb des Weilers befindet sich der Burgstall Stoffersberg.
Im Stadtwald östlich des Weilers befindet sich über einem Massengrab von Häftlingen aus dem Außenlager Kaufering II – Igling des KZ Dachau ein Friedhof mit einem einfach behauenen, Davidstern-geschmücktem Granit-Gedenkstein, der 1950 angelegt wurde.

## Geschichte
Stoffersberg wird erstmals 1270 als Curia Stauffen erwähnt. Der Ortsname stammt vom mittelhochdeutschen Wort für Stufe im Sinne einer Geländeerhebung.
Der Weiler gehörte zur Hofmark Igling und damit den Freiherren von Donnersberg. Schließlich wurde der Hof 1640 dem Landsberger Jesuitenkolleg zur Finanzierung der Lateinschule übergeben. Im Jahr 1791 übernahmen die Johanniter in Landsberg den Besitz, später wurde Stoffersberg Staatsgut. Bis um 1880 ist die Ortsbezeichnung Stoffersbergerhof. Von den  außergewöhnlich vielen Einwohnern im Jahr 1861 (37) waren 4 Protestanten und 14 Mennoniten.
 Einwohnerentwicklung 
| Jahr        | 1861 | 1871 | 1875 | 1885 | 1900 | 1925 | 1950 | 1961 | 1970 | 1987 |
| ----------- | ---- | ---- | ---- | ---- | ---- | ---- | ---- | ---- | ---- | ---- |
| Einwohner   | 37   | 13   | 11   | 12   | 13   | 15   | 21   | 24   | 25   | 18   |
| Wohngebäude |      |      |      | 1    | 1    | 1    | 1    | 4    |      | 3    |